# 中国朝鲜族民俗园

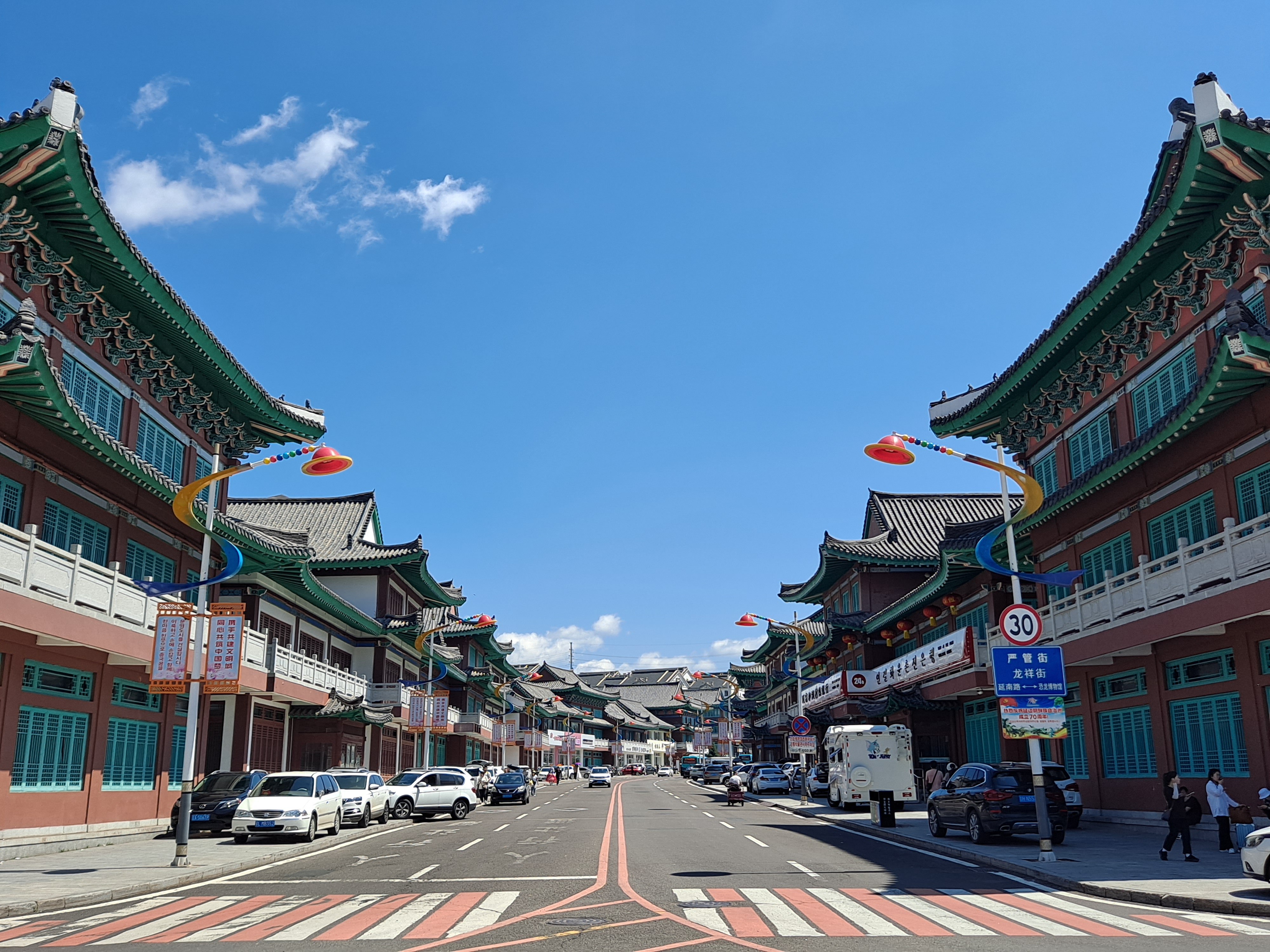
中国朝鲜族民俗园

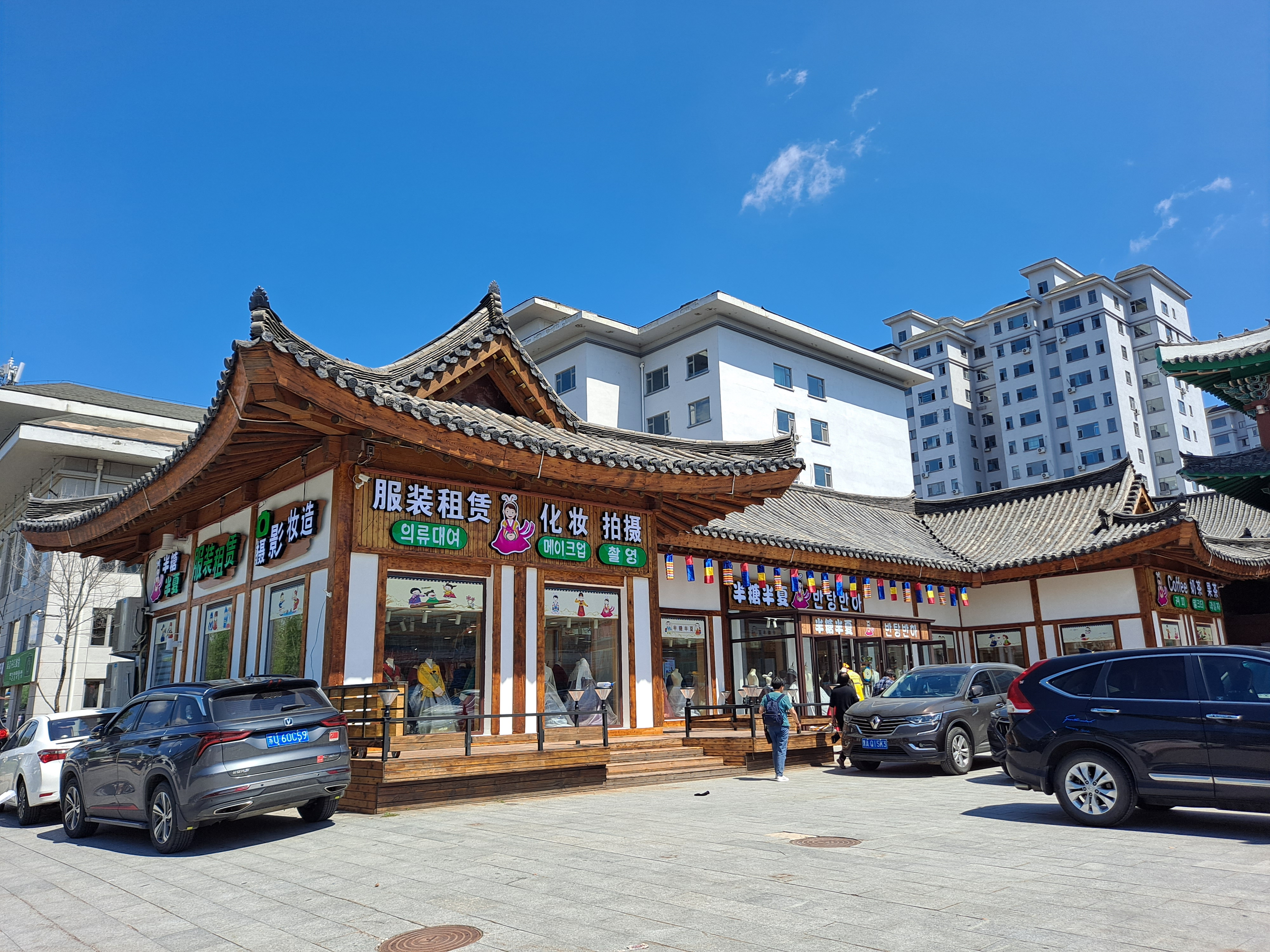
中国朝鲜族民俗园周边经营韩服租赁、拍照的店铺

中国朝鲜族民俗园是位于延边朝鲜族自治州首府延吉市的一个旅游景点。
中国朝鲜族民俗园始建于2011年，是庆祝延边朝鲜族自治州建州60周年的工程，也是吉林省825重点工程之一，总投资187744.71万元。民俗园占地10公顷，由传统饮食体验区、百年老宅体验区、传统体育演艺区、传统文化展示区和传统民宿区五个功能区组成。

## 历史
2011年5月13日，中国朝鲜族民俗园奠基仪式在延吉市帽儿山脚下举行。延边州委书记张安顺，州长李龙熙，延吉市委书记金永默，延吉市市长赵哲学等延边政要参加了奠基仪式。工程于同年4月25日已正式动工。
2012年9月2日，中国朝鲜族民俗园建成并举办了开园典礼。时任全国人大常委会副委员长蒋正华，中央统战部副部长、全国工商联党组书记、第一副主席全哲洙，全国人大法律委员会副主任委员洪虎，中共吉林省委书记、省人大常委会主任孙政才，中共吉林省委副书记、省长王儒林等国家、吉林省、延边州和延吉市的政要参加开园仪式。2022年，延吉市对民俗园做了进一步的升级改造。